# WWE-pay-per-viewevenementen 1999
De WWE-pay-per-viewevenementen in 1999 bestond uit professioneel worstelevenementen, die door de WWE werden georganiseerd in het kalenderjaar 1999.
In 1999 introduceerde de organisator, toen de World Wrestling Federation (WWF) genaamd, vier nieuwe, jaarlijkse evenementen en dat waren Backlash, No Mercy (2 shows dit jaar), Rebellion en Armageddon.

## WWE-pay-per-viewevenementen in 1999
| Datum             | Evenement                                   | Locatie                       | Stad                        |
| ----------------- | ------------------------------------------- | ----------------------------- | --------------------------- |
| 24 januari 1999   | Royal Rumble                                | Arrowhead Pond                | Anaheim (Californië)        |
| 14 februari 1999  | St. Valentine's Day Massacre: In Your House | The Pyramid                   | Memphis (Tennessee)         |
| 28 maart 1999     | WrestleMania XV                             | First Union Center            | Philadelphia (Pennsylvania) |
| 25 april 1999     | Backlash: In Your House                     | Providence Civic Center       | Providence (Rhode Island)   |
| 16 mei 1999       | No Mercy (UK)                               | Manchester Evening News Arena | Manchester                  |
| 23 mei 1999       | Over the Edge                               | Kemper Arena                  | Kansas City (Missouri)      |
| 27 juni 1999      | King of the Ring                            | Greensboro Coliseum           | Greensboro (North Carolina) |
| 25 juli 1999      | Fully Loaded                                | Marine Midland Arena          | Buffalo (New York)          |
| 22 augustus 1999  | SummerSlam                                  | Target Center                 | Minneapolis (Minnesota)     |
| 26 september 1999 | Unforgiven                                  | Charlotte Coliseum            | Charlotte (North Carolina)  |
| 2 oktober 1999    | Rebellion                                   | National Indoor Arena         | Birmingham (Engeland)       |
| 17 oktober 1999   | No Mercy                                    | Gund Arena                    | Cleveland (Ohio)            |
| 14 november 1999  | Survivor Series                             | Joe Louis Arena               | Detroit (Michigan)          |
| 12 december 1999  | Armageddon                                  | National Car Rental Center    | Sunrise (Florida)           |